# Gerald R. Johnson
Đại tá Gerald Richard Johnson (23 tháng 6 năm 1920 – 7 tháng 10 năm 1945) là một phi công ACE của Không lực Lục quân Hoa Kỳ. Johnson là chỉ huy trưởng Phi đoàn Tiêm kích số 9 và Liên đoàn Tiêm kích 49, và đứng thứ tư trong số những phi công ACE có thành tích xuất sắc nhất của Hoa Kỳ tại Mặt trận Thái Bình Dương trong Chiến tranh Thế giới thứ hai, với tổng cộng 22 chiến công được xác nhận.

## Thiếu thời
Gerald R. Johnson sinh này 23 tháng 6 năm 1920 tại Kenmore, Ohio, trong một gia đình năm người con của Harold Victor Johnson, Sr. và Hazel Irene Johnson, và là anh em sinh đôi với Harold Victor Johnson, Jr.. Năm 1936, gia đình của Johnson chuyển về sinh sống ở Eugene, Oregon, nơi ông tốt nghiệp trường Công lập Eugene vào năm 1938. Sau đó, Johnson theo học chuyên ngành Nông nghiệp ở Đại học Bang Oregon vào mùa hè năm 1940.

## Sự nghiệp quân ngũ
Năm 1941, ông tham gia Chương trình Học viên Hàng không của Quân đội Hoa Kỳ tại Căn cứ Không quân Luke. Ông tốt nghiệp vào mùa thu cùng năm, được nhận huy hiệu phi công và quân hàm Thiếu úy.
Johnson sau đó được bổ nhiệm vào Phi đoàn Truy kích 57 thuộc Liên đoàn Truy kích 54 tại Everett, Washington, từ tháng 11 năm 1941 đến tháng 2 năm 1943 và cùng đơn vị điều động đến Alaska từ tháng 6 đến tháng 10 năm 1942, nơi ông lái chiếc Bell P-39 Airacobra và Curtiss P -40 Warhawk. Trong thời gian ở Alaska, Johnson đã thực hiện 58 phi vụ bay và báo cáo bắn hạ một máy bay Kawasaki Ki-61 bằng chiếc Airacobra vào ngày 23 tháng 7, nhưng không được xác nhận chính thức.
Johnson được thuyên chuyển về Phi đoàn Tiêm kích 332, Liên đoàn Tiêm kích 329 ở Phi trường Không lực Lục quân Ontario, California trong một thời gian ngắn, từ tháng 2 đến tháng 4 năm 1943. Ông sau đó được đưa đến Úc, gia nhập Liên đoàn Tiêm kích 49 của Không lực 5, lúc đó đang vận hành máy bay Lockheed P-38 Lightning. Johnson đặt tên cho chiếc Lightning của ông là "Barbara", dựa theo tên của người vợ tương lai của ông, Barbara Hall. Ông đạt được hai chiến công được ghi nhận đầu tiên vào ngày 23 tháng 7 năm 1943 tại Thung lũng Markham, New Guinea, nơi ông bắn hạ một chiếc Nakajima Ki-43 "Oscar" và một chiếc Kawasaki Ki-61 "Tony". Johnson được thăng hàm Đại úy và được điều về Phi đoàn Tiêm kích số 9 vào tháng 8 năm 1943.
Ngày 15 tháng 10 năm 1943, khi đang làm nhiệm vụ bảo vệ đoàn tàu Đồng Minh tại Vịnh Oro, đội bay của Johnson và các máy bay khác thuộc Liên đoàn Tiêm kích 348 đã bị 20 máy bay Nhật Bản tấn công. Khi đang vào đội hình tấn công, một máy bay trong đội hình của Johnson không thể cắt được thùng dầu phụ, và một chiếc khác bị hỏng bộ siêu nạp, buộc chúng phải quay trở về căn cứ với vài chiếc hộ tống. Do đó, Johnson chỉ còn lại khá ít máy bay để đánh chặn máy bay Nhật. Bất chấp những bất lợi, phi đội của Johnson đã thành công trong việc đánh chặn và làm phá sản kế hoạch tấn công của Nhật. Johnson tuyên bố đã bắn hạ bốn máy bay đối phương, nhưng chỉ được ghi nhận ba chiếc: một chiếc Oscar và hai chiếc Aichi D3A "Val", trở thành ACE, nhưng chiếc Lightning của ông đã bị bắn hỏng nặng đến mức không thể sửa chữa. Vì sự dũng cảm trong trận chiến, Johnson được trao thưởng Huân chương Thập tự Phục vụ Xuất sắc.
Ngày 23 tháng 10, Johnson bắn hạ một chiếc A6M Zero khi đang hộ tống một đội máy bay ném bom B-17 Flying Fortress ở gần Rapopo, New Britain. Ông được thăng quân hàm Thiếu tá và được bổ nhiệm làm chỉ huy trưởng Liên đoàn Tiêm kích số 9; ông giữ chức vụ này đến tháng 1 năm 1944.
Ngày 15 tháng 11 năm 1943, khi đang bay về căn cứ ở Finschhafen, Johnson phát hiện ra một nhóm máy bay lạ gồm hai máy bay hai động cơ và hai máy bay tiêm kích. Nghi ngờ là máy bay Nhật, Johnson đã lao vào tấn công và bắn cháy một chiếc hai động cơ. Nhưng điều khiến Johnson bất ngờ là khi Johnson tiếp cận chiếc máy bay đang bốc cháy, ông hoảng hốt nhận ra ông vừa bắn nhầm một máy bay CAC Boomerang của Không quân Hoàng gia Úc, có số hiệu đuôi A46-136 và được điều khiển bởi Trung úy Robert M. Stewart. Stewart thoát khỏi chiếc máy bay thành công và sống sót qua vụ tai nạn với vài vết xước nhẹ, và được Johnson tặng một chai rượu gin như một lời xin lỗi. Chiếc Boomerang còn lại, có số hiệu đuôi A46-132, và hai chiếc P-40 Warhawk hộ tống, quay trở về căn cứ an toàn. Để kỷ niệm vụ bắn nhầm này, Johnson đã sơn một lá cờ Úc lên chiếc P-38 Lightning của ông, coi đó như một chiến công bắn rơi máy bay đối phương.
Cuối năm 1943, Phi đoàn số 9 được cung cấp máy bay Republic P-47 Thunderbolt để bổ sung, thay thế cho những chiếc P-48 của phi đoàn bị bắn hạ, bắn hỏng sau các phi vụ ở Rabaul, và số lượng P-38 không đủ để bổ sung kịp ra chiến trường. Johnson đã bắn hạ một chiếc Tony và một chiếc Zero trên chiếc P-47, nâng tổng số chiến công của ông lên 11. Sau đó, Johnson được cấp quyền nghỉ phép ba tháng về Hoa Kỳ.

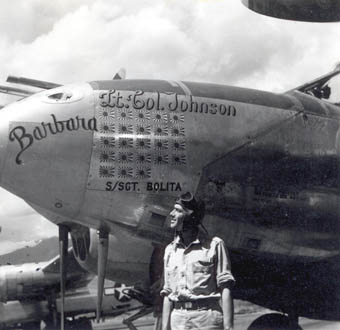
Trung tá "Jerry" Johnson cùng chiếc P-38L-5 của ông ở Tacloban, Philippines, đầu năm 1945. Chiếc P-38 này có biệt danh là "Barbara", được đặt theo tên người vợ của ông - Barbara Hall

Quay trở lại chiến trường vào tháng 10 năm 1944, Johnson cùng Liên đoàn 49 được điều động về Tacloban ở Leyte, Philippines. Tacloban bị tấn công liên tục cả ngày lẫn đêm khi quân Nhật đang cố gắng phá hủy các căn cứ tiền tiêu của Mỹ ở Leyte. Bốn giờ sau, Johnson bắn rơi hai máy bay địch, một chiếc Nakajima Ki-44 "Tojo" và một chiếc Oscar, trên bầu trời Balikpapan ở Borneo. 13 ngày sau, ông bắn rơi thêm hai máy bay địch, một chiếc Oscar và một chiếc Val, trong Chiến dịch Philippines. Ngày 11 tháng 11 năm 1944, Johnson bắn hạ hai máy bay Zero trên Vịnh Ormoc, và vào ngày 7 tháng 12, ông bắn hạ ba chiếc Oscar và một máy bay ném bom Nakajima Ki-49 "Helen" trên bầu trời Cebu, đem về cho Johnson tấm Huân chương Thập tự Phục vụ Xuất sắc thứ hai. Tính đến thời điểm đó, Johnson đã đạt được 21 chiến công. Vào mùa xuân năm 1945, Liên đoàn Tiêm kích 49 được điều chuyển về căn cứ mới, Phi trường Clark, và được giao nhiệm vụ cung cấp hỏa lực hỗ trợ cho các chiến dịch mặt đất. Johnson được thăng quân hàm Trung tá và được giữ chức vụ phó chỉ huy trưởng Liên đoàn Tiêm kích 49 đến tháng 3 năm 1945. Ông đạt được chiến công thứ 22, chiến công cuối cùng của ông, trong một nhiệm vụ càn quét ở Hồng Kông vào đầu tháng 4 năm 1945.
Tháng 7 năm 1945, Johnson được thăng hàm Đại tá và được bổ nhiệm làm chỉ huy trưởng Liên đoàn Tiêm kích 49. Ở tuổi 24, Johnson là một trong những sĩ quan cấp Đại tá trẻ tuổi nhất trong lịch sử Không lực Lục quân Hoa Kỳ. Khi chiến tranh kết thúc, Johnson đã bay tổng cộng 265 phi vụ, được ghi nhận bắn hạ 22 máy bay đối phương, 20 trong số đó trên chiếc P-38 Lightning và hai chiến công trên chiếc P-47 Thunderbolt.

## Qua đời và tưởng nhớ
Vài tuần sau khi chiến tranh kết thúc, Johnson được cử làm giám đốc Căn cứ Không quân Atsugi ở Nhật Bản.
Chiều ngày 7 tháng 10 năm 1945, Johnson thực hiện một chuyến bay chở khách từ Ie Shima về căn cứ Atsugi. Chiếc máy bay B-25H Mitchell, số hiệu đuôi 43-4149, chở theo bốn hành khách (Trung tá Robert Underwood, Trung úy Herbert A. Schaeffler, Trung sĩ Patrick V. Chilsen và Hạ sĩ Ezess F. Fountain) trên bay qua Vịnh Suruga thì gặp một cơn bão nhiệt đới lớn và nhanh chóng bị lạc trong mây đen mù. Khi chiếc máy bay đang dần mất phương hướng và có nguy cơ bị rơi là rất cao, Johnson đã ra lệnh cho toàn bộ hành khách và phi công phụ của ông, Thiếu úy James B. Noland, nhảy dù thoát thân. Do có trên máy bay chỉ có bốn bộ dù, nên Johnson đã nhường lại dù của họ cho Trung tá Underwood. Noland cũng nhường lại dù của mình cho Trung úy Schaeffler và tình nguyện ở lại cùng Johnson để cố gắng hạ cánh chiếc máy bay an toàn. Trước khi bốn người hành khách nhảy, họ được Johnson thông báo rằng ông sẽ cố gắng bay sát đất liền để bốn người họ tiếp đất an toàn, trước khi đưa chiếc máy bay hạ cánh xuống sân bay Irumagawa ở Sayama, Saitama.
Bốn hành khách nhảy dù trong khoảng thời gian năm phút và tất cả đều hạ cánh an toàn. Hạ sĩ Fountain nhảy đầu tiên lúc 21:03, theo sau bởi Trung tá Underwood lúc 21:05 và Trung sĩ Chilsen lúc 21:06. Trung úy Schaeffler là người cuối cùng nhảy khỏi chiếc máy bay, lúc 21:07, và cả bốn người đều được cứu sống sau đó. Nhưng chiếc máy bay không bao giờ xuất hiện tại Irumagawa như Johnson đã nói với các hành khách. Bất chấp nỗ lực tìm kiếm không ngừng nghỉ từ ngày 8 tháng 10 tới ngày 15 tháng 10, chiếc B-25 cùng hai phi công Johnson và Noland không bao giờ được tìm thấy.
Johnson và Noland được xác nhận là đã mất tích vào ngày 7 tháng 10 năm 1945. Vì chuyến bay này được thực hiện sau khi Chiến tranh Thế giới thứ hai đã kết thúc, nên chuyến bay không được coi là một nhiệm vụ chiến đấu và hai phi công không được truy tặng Huân chương Trái tim Tím. Johnson và Noland đều được đề tên tại Tấm bia Mất tích tại Đài tưởng niệm Honolulu, tại Nghĩa trang Tưởng niệm Quốc gia Thái Bình Dương ở Hawaii. Sân bay Irumagawa ở Sayama, Saitama sau được đổi tên thành Căn cứ Không quân Johnson để vinh danh ông. Trung tướng George C. Kenney, chỉ huy trưởng Không lực 5, Không lực Lục quân Hoa Kỳ trong Chiến tranh Thế giới thứ hai, đã nhắn nhủ tới người cha của Johnson rằng "Ông là người cha của người đàn ông dũng cảm nhất mà tôi từng biết đến, và điều dũng cảm nhất mà ông ấy từng làm là chính điều cuối cùng, điều mà ông ấy không phải cần đến sự dũng cảm."

## Phần thưởng
|                         |  |                                                                             |
| Bronze oak leaf cluster |  |                                                                             |
| Silver oak leaf cluster |  | Silver oak leaf cluster · Silver oak leaf cluster · Bronze oak leaf cluster |
|                         |  | Silver star · Bronze star · Bronze star · Bronze star · Bronze star         |
|                         |  | Bronze star · Bronze star                                                   |

| Phù hiệu Phi công Không lực Lục quân Hoa Kỳ              |                                         |                                                                                         |
| Huân chương Thập tự Phục vụ Xuất sắc với một lá sồi đồng | Huân chương Sao Bạc                     | Bắc Đẩu Bội tinh                                                                        |
| Huân chương Thập tự Bay Xuất sắc với một lá sồi đồng     | Huân chương Quân nhân                   | Huân chương Bay với hai lá sồi bạc và một lá sồi đồng                                   |
| Huân chương Phục vụ Phòng vệ Quốc gia                    | Huân chương Chiến dịch Hoa Kỳ           | Huân chương Chiến dịch Châu Á-Thái Bình Dương với một ngôi sao bạc và bốn ngôi sao đồng |
| Huân chương Chiến thắng Thế Chiến II                     | Huân chương Phục vụ Chiếm đóng Lục quân | Huân chương Giải phóng Philippines với hai ngôi sao phục vụ                             |

| Bronze oak leaf cluster · Bronze oak leaf cluster · Bronze oak leaf cluster |

| Đơn vị Tuyên Dương Tổng thống với ba lá sồi đồng | Đơn vị Tuyên Dương Tổng thống với ba lá sồi đồng | Đơn vị Tuyên Dương Tổng thống với ba lá sồi đồng | Đơn vị Tuyên Dương Tổng thống với ba lá sồi đồng | Đơn vị Tuyên Dương Tổng thống với ba lá sồi đồng | Đơn vị Tuyên Dương Tổng thống với ba lá sồi đồng | Đơn vị Tuyên Dương Tổng thống Cộng hòa Philippines | Đơn vị Tuyên Dương Tổng thống Cộng hòa Philippines | Đơn vị Tuyên Dương Tổng thống Cộng hòa Philippines | Đơn vị Tuyên Dương Tổng thống Cộng hòa Philippines | Đơn vị Tuyên Dương Tổng thống Cộng hòa Philippines | Đơn vị Tuyên Dương Tổng thống Cộng hòa Philippines |

## Bảng chiến công
| Thành tích           | Thành tích | Thành tích                                                                  | Thành tích                     | Thành tích       | Thành tích               |
| Ngày                 | Số lượng   | Kiểu máy bay                                                                | Địa điểm                       | Máy bay vận hành | Đơn vị                   |
| -------------------- | ---------- | --------------------------------------------------------------------------- | ------------------------------ | ---------------- | ------------------------ |
| 26 tháng 7 năm 1943  | 1          | Nakajima Ki-43                                                              | Thung lũng Markham, New Guinea | P-38 Lightning   | Phi đoàn 9, Liên đoàn 49 |
| 26 tháng 7 năm 1943  | 1          | Kawasaki Ki-61                                                              | Thung lũng Markham, New Guinea | P-38             | Phi đoàn 9, Liên đoàn 49 |
| 2 tháng 9 năm 1943   | 1          | máy bay chiến đấu hai động cơ không rõ kiểu loại (có thể là Kawasaki Ki-45) | Mũi Gloucester, New Guinea     | P-38             | Phi đoàn 9, Liên đoàn 49 |
| 15 tháng 10 năm 1943 | 2          | Aichi D3A                                                                   | Vịnh Oro, New Guinea           | P-38             | Phi đoàn 9, Liên đoàn 49 |
| 15 tháng 10 năm 1943 | 1          | Nakajima Ki-43                                                              | Vịnh Oro, New Guinea           | P-38             | Phi đoàn 9, Liên đoàn 49 |
| 23 tháng 10 năm 1943 | 1          | Mitsubishi A6M                                                              | Rabaul, New Guinea             | P-38             | Phi đoàn 9, Liên đoàn 49 |
| 2 tháng 11 năm 1943  | 2          | Mitsubishi A6M                                                              | Cảng Simpson, New Guinea       | P-38             | Phi đoàn 9, Liên đoàn 49 |
| 10 tháng 12 năm 1943 | 1          | Kawasaki Ki-61                                                              | Gusap, New Guinea              | P-47 Thunderbolt | Phi đoàn 9, Liên đoàn 49 |
| 18 tháng 1 năm 1944  | 1          | Mitsubishi A6M                                                              | Wewak, New Guinea              | P-47             | Phi đoàn 9, Liên đoàn 49 |
| 14 tháng 10 năm 1944 | 1          | Nakajima Ki-43                                                              | Balikpapan, Đông Ấn Hà Lan     | P-38             | Phi đoàn 9, Liên đoàn 49 |
| 14 tháng 10 năm 1944 | 1          | Nakajima Ki-44                                                              | Balikpapan, Đông Ấn Hà Lan     | P-38             | Phi đoàn 9, Liên đoàn 49 |
| 27 tháng 10 năm 1944 | 1          | Nakajima Ki-43                                                              | Tacloban, Philippines          | P-38             | Phi đoàn 9, Liên đoàn 49 |
| 27 tháng 10 năm 1944 | 1          | Aichi D3A                                                                   | Vịnh Carigara, Philippines     | P-38             | Phi đoàn 9, Liên đoàn 49 |
| 11 tháng 11 năm 1944 | 2          | Mitsubishi A6M                                                              | Vịnh Ormoc, Philippines        | P-38             | Phi đoàn 9, Liên đoàn 49 |
| 7 tháng 12 năm 1944  | 3          | Nakajima Ki-43                                                              | Cebu, Philippines              | P-38             | Phi đoàn 9, Liên đoàn 49 |
| 7 tháng 12 năm 1944  | 1          | Nakajima Ki-49                                                              | Cebu, Philippines              | P-38             | Phi đoàn 9, Liên đoàn 49 |
| 2 tháng 4 năm 1945   | 1          | Nakajima Ki-44                                                              | Hong Kong                      | P-38             | Phi đoàn 9, Liên đoàn 49 |

Nguồn: Air Force Historical Study 85: USAF Credits for the Destruction of Enemy Aircraft, World War II